# Magi: The Labyrinth of Magic
Magi: The Labyrinth of Magic (jap. マギ) ist eine Mangaserie von Shinobu Ōtaka, die seit 2009 in Japan erscheint. Die Shōnen- und Fantasy-Serie wurde in Form einer Anime-Fernsehserie umgesetzt und unter anderem ins Deutsche übersetzt. Seit 2013 erscheint der Ableger Magi: Sinbad no Bōken. Die Geschichte basiert lose auf Tausendundeine Nacht und spielt in einer magischen Welt, deren vielfältige Kulturen denen des mittelalterlichen Asiens ähneln.

## Handlung
Der junge Händler Alibaba Saluja lebt in einer Wüstenstadt und arbeitet für einen reichen Kaufmann. Er träumt davon, den inmitten der Stadt stehenden Turm, einen sogenannten „Dungeon“, zu betreten, dessen Prüfungen zu bestehen, um so selbst zu Reichtum zu kommen. Die Dungeons tauchten vor einiger Zeit überall in dieser Welt auf und versprechen denen, die ihre Prüfungen bestehen, Reichtum und Macht. Als Aladdin auftaucht, ein Zauberer in Gestalt eines Kindes, bringt er Alibaba zunächst nur in Schwierigkeiten. Doch sein Dschinn Ugo, der in einer Flöte lebt und mit ihr gerufen wird, und Aladdins Magie helfen Alibaba ebenso wie der Sklavin Morgiana. Aladdin sieht nicht ein, dass Menschen die Sklaven anderer sein sollen und versucht sie zu befreien. Schließlich schließen Aladdin und Alibaba Freundschaft und begeben sich gemeinsam in den Dungeon. 
Im Dungeon verstecken sich viele Fallen, die die beiden nur mit Geschick und Klugheit überwinden können. Hinter ihnen hat der Herrscher der Stadt ebenso den Turm betreten und lässt sein Gefolge die Fallen für ihn überwinden, sodass er bald allein ist. Nur Morgiana und ein weiterer Sklave sind noch bei ihm. Aladdin und Alibaba können sich seiner Täuschungen und Angriffe erwehren und schließlich alle Prüfungen bestehen. Letztendlich erreichen sie die Schatzkammer, in der schon bald auch der Herrscher der Stadt und seine beiden Sklaven erscheinen. Der grausame Regent befiehlt seinen Sklaven anzugreifen, ist aber kurz darauf überrascht mit welchen Mitteln sich Aladdin und Alibaba wehren. Als es zum Zweikampf zwischen Alibaba und dem Despoten kommt, scheint Alibaba überlegen und er stellt fest, dass Alibaba sehr gutes Palastfechten beherrscht, welches eigentlich nur hohe Staatsbürger erlernen dürfen. Nach seinem Sieg erhält Alibaba große Reichtümer von dem Beschützer des Dungeon, dem Feuerdschinn Amon. Dieser begleitet Alibaba von nun an in Form eines Dolches. Kurz bevor der Dungeon einstürzt und den Herrscher mit seinem zweiten Sklaven unter sich begräbt, erinnert sich dieser an eine Prophezeiung, in der das Kommen eines Magi vorhergesagt wurde. Alibaba, Morgiana und Aladdin können entkommen. Wieder in der Stadt angekommen kauft Alibaba Morgiana sowie alle anderen Sklaven der Stadt frei. Aladdin jedoch verschlägt es aus dem Dungeon in ein fernes Land. Er gerät in den Kampf eines alten Nomadenstammes gegen das mächtige Kaiserreich Kou. Dessen Prinzessin und Kommandeurin Hakuei Ren (練 白瑛) will den Stamm beschützen und die Welt friedlich einigen – ihr Berater will allerdings den Stamm unterwerfen und versklaven. Dadurch erhofft er sich, selbst Herrscher zu werden, und spielt dafür mit mehreren Intrigen die beiden Parteien gegeneinander aus. Aladdin kann vermitteln, den Stamm von der Friedfertigkeit Kous überzeugen und der Prinzessin helfen, indem sie zusammen ihren Stellvertreter besiegen. Dabei erfährt er auch, was es bedeutet ein Magi zu sein. Diese können die Kraft von Rukh, schmetterlingsartige Wesen, welche das Magoi, die Grundlage der Zauberei, transportieren und verteilen, in Form von Magie nutzen. Des Weiteren wählen sie Königskandidaten mit Dschinngefäßen, in Aladdins Fall sind dies vorerst Alibaba und Amon, indem sie Dungeons beschwören und diese mit auserwählten Leuten meistern. Wie viele Königskandidaten ein Magi oder wie viele Dschinngefäße ein Mensch hat, ist egal. Hakuei Ren ist auch eine Bezwingerin eines Dungeon und verfügt über den Winddschinn Paimon. Als der Friede hergestellt ist, begibt sich Aladdin auf die Reise zu Alibaba. 
Derweil versucht Morgiana mit einer Karawane nach Balbadd zu kommen. Als eine Nachfahrin der Fanalis, eines Volkes, welches über übermenschliche Kraft und Schnelligkeit verfügt, trifft sie nach einer erneuten Versklavung auf Aladdin und die beiden reisen gemeinsam weiter nach Balbadd, wo sich Alibaba als Anführer der kriminellen Nebelbande betätigt, die nach Robin Hoods Vorbild die Reichen bestehlen um das geraubte an Leute aus den Slums zu geben. Auf ihrer Reise treffen Aladdin und Morgiana auch noch auf den mysteriösen Sindbad der auf einmal ausgeraubt bis auf das letzte Hemd vor ihnen steht. Als sie in Balbadd ankommen stellt sich heraus, dass Sindbad dort schon sehnlichst von seinen Generälen Ja'far und Masrur, einem weiteren Angehörigen der Fanalis, erwartet wird. Sindbad stellt sich als der Herrscher von Sindria vor, welcher über sieben Dschinngefäße gleichzeitig verfügt und Befehlshaber einer großen Armada an verbündeten Reichen ist.

## Veröffentlichung
Die von Shinobu Ōtaka geschaffene Serie erscheint seit dem 3. Juni 2009 (Ausgabe 27/2009) in Einzelkapiteln im Magazin Weekly Shōnen Sunday beim Verlag Shogakukan. Dieser brachte Magi auch in bisher 37 Sammelbänden heraus.
Eine deutsche Übersetzung von John Schmitt-Weigand erschien von Oktober 2013 bis Januar 2019 bei Kazé Manga mit allen 37 Bänden. Eine englische Fassung erscheint bei Viz Media, eine französische bei Kurokawa und eine spanische bei Planeta DeAgostini. Auch ins Portugiesische und Chinesische wurde die Serie übersetzt.
Ab April 2013 erschien im gleichen Magazin in Japan der Ableger Magi: Sinbad no Bōken, mit dem Text von Shinobu Ōtaka, aber den Zeichnungen von Yoshifumi Ōtera. Zu September 2013 wechselte er ins Magazin Ura Sunday und erscheint seitdem dort. Dieser spielt von der Handlung 30 Jahre früher und erzählt Sindbads Vorgeschichte.

## Anime-Adaption
Beim Studio A-1 Pictures entstand ab 2012 eine Anime-Adaption des Werks für das japanische Fernsehen. Regie führte Kōji Masunari, für Konzept und Drehbuch war Hiroyuki Yoshino verantwortlich. Das Charakterdesign entwarf Toshifumi Akai und die künstlerische Leitung lag bei Ayu Kawamoto und Taichi Maezuka. 
Die erste Staffel mit 25 je 25 Minuten langen Folgen wurde vom 7. Oktober 2012 bis zum 31. März 2013 von MBS und TBS im Nachmittagsprogramm gezeigt. Die zweite Staffel mit gleicher Folgenzahl und dem Untertitel The Kingdom of Magic hatte ihre Erstausstrahlung vom 6. Oktober 2013 bis 30. März 2014. Ein englisch untertitelter Simulcast wurde auf Crunchyroll und Hulu gestreamt.
Die Serie wurde komplett in deutscher Synchronisation von Kazé Anime auf DVD und Blu-Ray herausgegeben. Das Portal Anime on Demand machte die Serie per Streaming zugänglich. Englische, koreanische und französische Fassungen sowie eine in Tagalog wurden im Fernsehen gezeigt. Auch eine portugiesisch untertitelte Fassung wurde veröffentlicht. 
Zum Ableger Magi: Sinbad no Bōken erschienen fünf OVAs und eine 13-teilige Anime-Fernsehserie. Am 10. Dezember 2016 wurde die Serie unter dem Titel Magi: Adventure of Sinbad auf Netflix mit deutscher Synchronisation erstveröffentlicht, nachdem sie eine Zeit lang nur mit deutschen Untertiteln verfügbar war.
Seit dem 15. März 2018 wird die Serie montags bis freitags um 17:05 Uhr auf ProSieben Maxx gesendet. Anfang April 2018 gab der Sender bekannt, dass nach dem Abschluss der ersten Staffel auch die zweite Staffel des Anime ausgestrahlt wird.

### Synchronisation
Die deutsche Synchronisation der zwei Staffeln von Magi entstand in den G&G Tonstudios. 
| Rolle           | japanischer Sprecher (Seiyū) | deutscher Sprecher      |
| --------------- | ---------------------------- | ----------------------- |
| Aladdin         | Kaori Ishihara               | Katrin Heß              |
| Ali Baba        | Yūki Kaji                    | Sunke Janssen           |
| Morgiana        | Haruka Tomatsu               | Corinna Dorenkamp       |
| Ugo-kun         | Toshiyuki Morikawa           | Tobias Brecklinghaus    |
| Hakuryu Ren     | Kenshō Ono                   | Arne Obermeyer          |
| Kougyoku Ren    | Kana Hanazawa                | Kerstin Kramer          |
| Judal           | Ryōhei Kimura                | Louis Friedemann Thiele |
| Kassim          | Jun Fukuyama                 | Daniel Käser            |
| Sinbad          | Daisuke Ono                  | Simon T. Roden          |
| Jafar           | Takahiro Sakurai             | Markus Haase            |
| Masrur          | Yoshimasa Hosoya             | Ben Steinhoff           |
| Yamraiha        | Yui Horie                    | Birte Baumgardt         |
| Sharrkan        | Shoutarou Morikubo           | Lars Schmidtke          |
| Drakon          | Tomokazu Sugita              | Dieter Brink            |
| Pisti           | Rumi Ookubo                  | Rieke Werner            |
| Spartos         | Wataru Hatano                | Tom Raczok              |
| Matal Mogamett  | Chō                          | Jochen Langner          |
| Scheherazade    | Maaya Sakamoto               | Silke Linderhaus        |
| Titus Alexius   | Yoshitsugu Matsuoka          | Marco Sven Reinbold     |
| Sphintus Carmen | Ryouta Oosaka                | Martin Bross            |
| Myers           | Kikuko Inoue                 | Kordula Leiße           |
| Kouha Ren       | Tetsuya Kakihara             | Dennis Saemann          |
| Kouen Ren       | Yuuichi Nakamura             | Michael-Che Koch        |
| Muu Alexius     | Mamoru Miyano                | David Schulze           |

### Musik
Die Musik der Serie stammt von Shirō Sagisu. Für die Vorspanne verwendete man folgende Lieder:
- V.I.P von SID
- Matataku Hoshi no Shita de (瞬く星の下で) von Porno Graffitti
- ANNIVERSARY von SID
- Hikari (光-HIKARI-) von ViViD

Die Abspanntitel sind:
- Yubi Bōenkyō (指望遠鏡) von Nogizaka46
- The Bravery von Supercell
- Eden (エデン) von Aqua Timez
- With You / With Me von 9nine

## Videospiel
Am 21. Februar 2013 erschien mit Magi: Hajimari no Meikyū (マギ はじまりの迷宮) ein Videospiel zur Serie. Das von Bandai Namco Games entwickelte und veröffentlichte Spiel für den Nintendo 3DS erhielt noch nach Veröffentlichung Erweiterungen in Form weiterer spielbarer Charaktere und Dungeons. Ein zweites Spiel erschien in Form von Magi: Aratanaru no Sekai für die gleiche Konsole.

## Rezeption
Die Serie wurde 2014 mit dem Shōgakukan-Manga-Preis in der Kategorie Shōnen ausgezeichnet. Auch kommerziell ist Magi in Japan ein Erfolg: es gehört zu den meistverkauften Titeln des Verlags, so war Band 21 vom ersten Halbjahr 2015 mit 660.000 verkauften Exemplaren der viertmeist verkaufte Band von Shōgakukan in dieser Zeit. Unter den erfolgreichsten Medienfranchises 2015 stand Magi laut einer Auswertung von Anime News Network auf Platz 22.